# Nanningia
Nanningia là một chi nhện trong họ Tetragnathidae.